# Welcome to Briarcliff
"Welcome to Briarcliff" es el primer episodio de la segunda temporada de la serie de antología de terror American Horror Story, que se emitió por la cadena FX el 17 de octubre de 2012. En su emisión original, el episodio fue visto por 3.85 millones de televidentes, la audiencia más grande de la franquicia hasta el momento.
El episodio introduce al elenco principal, y narra el intento de la reportera Lana Winters (Sarah Paulson) de denunciar los tratos sadísticos de la Hermana Jude (Jessica Lange) en su hospital psiquiátrico, así como el injusto confinamiento de Kit Walker (Evan Peters) en la institución.

## Trama

### 2012
Leo (Adam Levine) y Teresa (Jenna Dewan-Tatum) son dos fanáticos del terror que visitan sitios embrujados en su luna de miel. En su itinerario visitan el Briarcliff Manor Sanitarium, un hospital psiquiátrico y previamente de cura de tuberculosis abandonado, donde miles de pacientes fallecieron. Teresa, excitada por lo macabro, comienza a tener relaciones sexuales dentro del hospital con Leo, pero luego de oír un movimiento en el interior del edificio, interrumpe el acto y le promete a su marido que lo recompensaría luego si investigan el origen. Ambos ubican el lugar del ruido tras una puerta cerrada con una trampilla para la comida. Leo pasa su brazo por ella, pero una causa desconocida ocasiona su desmembramiento. 
Teresa le promete a Leo, shockeado y ensangrentado, que buscaría ayuda. Corre hacia la puerta principal, pero la misma se encuentra cerrada y encadenada desde el interior. Descrubre un túnel secreto y, mientras corre a través del mismo, donde es sorprendida por lo que parece ser un hombre utilizando una máscara de piel humana ensangrentada. 

### 1964
Kit (Evan Peters) es un dependiente de gasolina que intenta llevar adelante una vida austera con su esposa, Alma (Britne Oldford). Por miedo al rechazo social, Kit decidió mantener en secreto su matrimonio, ya que él es blanco y Alma negra. En el momento en que una sucesión de explosiones, luces extremadamente brillante, ruidos altos y aparente antigravedad ocurre, Alma desaparece y Kit queda inconsciente. 
Lana Winters (Sarah Paulson) es una ambiciosa periodista enviada por su periódico para reportar acerca del confinamiento del famoso asesino serial "Bloody Face" (cara sangrienta) en el hospital psiquiátrico Briarcliff. La Hermana Jude (Jessica Lange), administradora de la institución con inclinaciones sadísticas y autoritarias, no tiene en buena estima la presencia de Lana ni sus continuos cuestionamientos. En secreto, la Hermana Jude tiene deseos sexuales por el fundador del hospital, el Monseñor Timothy Howard (Joseph Fiennes), un sacerdote que ambiciona ser Papa. Cuando el sospechoso de ser el asesino serial sale de la patrulla policial, se revela que es Kit, acusado de asesinar y despellejar vivas a tres mujeres, incluida Alma. Se encuentra detenido, en espera de que se dirima su sanidad mental para enfrentar un juicio. Kit niega haber matado a nadie, y culpa de la desaparición de Alma a seres extraterrestres, un hecho que la Hermana Jude no cree. 
Ya en el asilo, Kit conoce al resto de los internos en el área común, incluyendo a la ninfomaníaca Shelley (Chloë Sevigny), quien mantiene relaciones sexuales con el personal del hospital por las noches. Grace (Lizzie Brocheré), una paciente aparentemente sana, le advierte a Kit que no apague la música que suena constantemente en la habitación, una grabación francesa de la canción "Dominique". Spivey (Mark Consuelos), el bravucón del asilo, comienza una pelea con Kit al hacer comentarios racistas con respecto a Alma. La pelea es interrumpida por el silbato de la Hermana Jude, y los guardias llevan a Kit a confinamiento solitario.
La Hermana Jude mantiene una conversación con el Dr. Arden (James Cromwell), el médico de Briarcliff. Ella no confía en él, principalmente debido a sus diferentes ideologías basadas en la religión y en la ciencia. Jude le pregunta por qué todos los pacientes que desaparecieron recientemente no tenían familiares ni amigos, a lo que Arden responde que todos ellos fallecieron y fueron cremados. Tras la conversación, el Dr. Arden seda a Kit y le extrae un objeto metálico de su cuello, del cual surgen patas metálicas y escapa, mientras Kit tiene lo que parecen ser recuerdos de un secuestro alienígena. Más tarde Grace visita a Kit en su celda, y ambos hablan sobre sus supuestos crímenes, de los cuales se declaran inocentes. Supuestamente, Grace asesinó a toda su familia. 
El Dr. Arden envía a la Hermana Mary Eunice (Lily Rabe) con un balde de entrañas para alimentar algo en el bosque que rodea la institución. Lana se encuentra con la religiosa y la acompaña mientras vuelve al edificio por el túnel secreto. Mientras curiosea por el asilo, Lana es atacada en una de las celdas de asolamiento cuando introduce su brazo por una de las puertas de alimentación, tal como le ocurrió a Leo en 2012, y se desmaya. Cuando recupera la conciencia, está encerrada en una de las habitaciones del asilo como una nueva paciente. La Hermana Jude le cuenta que visitó a su compañera, Wendy (Clea DuVall), y la chantajeó. Amenazando que diría la verdad de la relación de ambas, arruinando la carrera de maestra de Wendy, la Hermana Jude la obliga a firmar los papeles necesarios para confinar a Lana en el asilo por homosexualidad. 

## Recepción

### Reseñas
"Welcome to Briarcliff" recibió críticas mayoritariamente positivas. James Poniewozik de la revista Time escribió que es un show "magníficamente realizado, con una visión tan detallada de su institución de los '60s que puede olerse el aire viciado y el incienso". Maureen Ryan de The Huffington Post dijo que "es crédito de los escritores, directores y elenco de Asylum que el dolor emocional de los personajes se sienta a menudo tan real como su incertidumbre y terror". Todd VanDerWerff, de The A.V. Club, calificó al episodio con una "B", y agregó que Asylum comienza de una manera más prometedora que la primera temporada. Para Linda Stasi, del New York Post, el inicio de la temporada fue "desmesurado", y consideró que ella misma necesita ingresar en un asilo para recuperarse de la locura del show.

### Premios y nominaciones
"Welcome to Briarcliff" recibió tres nominaciones para los Creative Arts Emmy Awards: Mejor dirección de arte, Mejor mezcla de sonido y Mejor edición de sonido, categoría por la que recibió el premio.